# Leichtathletikstadion Cottbus
Leichtathletikstadion Cottbus (dawniej Max-Reimann-Stadion) – wielofunkcyjny stadion w Chociebużu, w Niemczech. Został otwarty 16 sierpnia 1952 roku. Może pomieścić 19 000 widzów, z czego 4000 miejsc jest siedzących. Stanowi część kompleksu sportowego Sportzentrum Cottbus.
Obiekt powstał po II wojnie światowej w miejscu poprzedniego, zniszczonego stadionu. Otwarcie nowej areny (wówczas jako Max-Reimann-Stadion) nastąpiło 16 sierpnia 1952 roku. Stadion był areną lekkoatletycznych Mistrzostw NRD w 1980 roku oraz lekkoatletycznych Mistrzostw Europy Juniorów w 1985 roku. Rozegrano na nim również finał piłkarskiego Pucharu NRD w sezonie 1958 (14 grudnia 1958 roku: SC Einheit Drezno – SC Lokomotive Lipsk 2:1 pd.).